# Uhm Jung-hwa
Uhm Jung-hwa (엄정화?, 嚴正化?, Eom Jeong-hwaLR, Ŏm ChŏnghwaMR; Jecheon, 17 agosto 1969) è un'attrice e cantante sudcoreana.

## Discografia

### Album in studio
- 1993 – Sorrowful Secret
- 1995 – Uhm Jung Hwa 2
- 1997 – Afterlove
- 1998 – Invitation
- 1999 – 005.1999.06
- 2000 – Queen of Charisma
- 2001 – Hwa
- 2004 – Self Control
- 2006 – Prestige
- 2017 – The Cloud Dream of the Nine

### EP
- 2008 – D.i.s.c.o

### Raccolte
- 1998 – Best... My Songs
- 1999 – All Details

## Filmografia

### Cinema
- Gyeolhon i-yagi (결혼 이야기), regia di Kim Ui-seok (1992)
- Baram buneun nar-imyeon apgujeongdong-e gaya handa (바람 부는 날이면 압구정동에 가야 한다), regia di Yoo Ha (1993)
- Blue Seagull, regia di Oh Jung-il - voce (1994)
- Manura jug-igi (마누라 죽이기), regia di Kang Woo-suk (1994)
- Gyeolhon-eun michin jis-ida (결혼은, 미친 짓이다), regia di Yoo Ha (2002)
- Singles (싱글즈), regia di Kwon Chil-in (2003)
- Eodiseon-ga nugun-ga-e museun-ir-i saenggimyeon teullim-eobsi natananda Hong Ban-jang (어디선가 누군가에 무슨일이 생기면 틀림없이 나타난다 홍반장), regia di Kang Seok-beom (2004)
- Nae saeng-ae gajang areumda-un ilju-il (내 생애 가장 아름다운 일주일), regia di Min Kyu-dong (2005)
- Aurora gongju (오로라 공주), regia di Bang Eun-jin (2005)
- Horobicheureul wiha-yeo (호로비츠를 위하여), regia di Kwon Hyung-jin (2006)
- Mr. Robin kkosigi (Mr.로빈 꼬시기), regia di Kim Sang-woo (2006)
- Jigeum saranghaneun saramgwa salgo isseumnikka? (지금 사랑하는 사람과 살고 있습니까?), regia di Jung Yoon-soo (2007)
- Insadong scandal (인사동 스캔들), regia di Park Hee-kon (2009)
- Haeundae (해운대), regia di Yoon Je-kyoon (2009)
- Ogamdo (오감도), regia di Hur Jin-ho, Byeon Hyeok, Yoo Young-sik, Oh Ki-hwan, Min Kyu-dong (2009)
- Bestseller (베스트셀러), regia di Lee Jung-Ho (2010)
- Mama (마마), regia di Choe Ik-hwan (2011)
- Dancing Queen (댄싱퀸), regia di Lee Seok-hoon (2012)
- Kkeutkwa sijak (끝과 시작), regia di Min Kyu-dong (2013)
- Montage (몽타주), regia di Jung Geun-sub (2013)
- Top Star (톱스타), regia di Park Joong-hoon - cameo (2013)
- Gwanneung-ui bupchik (관능의 법칙), regia di Kwon Chil-in (2014)
- Miss Wife (미쓰 와이프), regia di Kang Hyo-jin (2015)
- Okay! Madam (오케이! 마담?), regia di Lee Chul-ha (2020)

### Televisione
- Police (폴리스) - serie TV (1994)
- Areumda-un joe (아름다운 죄) - serie TV (1997)
- Anae (아내) - serie TV (2003)
- 12wor-ui yeoldae-ya (12월의 열대야) - serie TV (2004)
- Karl jab-ui Oh Soo-jung (칼잡이 오수정) - serie TV (2007)
- Gyeolhon mothaneun namja (결혼 못하는 남자) - serie TV (2009)
- Manyeo-ui yeon-ae (마녀의 연애) - serie TV (2014)
- Dangshineun neomoohabmida (당신은 너무합니다) - serie TV (2017)
- Our Blues - Vite intrecciate – serie TV (2022)
- Doctor Cha (닥터 차정숙?, Dakteo Cha Jeong-sukLR) – serie TV (2023)

## Riconoscimenti
| Anno | Premio                 | Categoria                                        | Opera                       | Risultato       |
| ---- | ---------------------- | ------------------------------------------------ | --------------------------- | --------------- |
| 1995 | Blue Dragon Film Award | Miglior attrice non protagonista                 | Manura jug-igi              | Candidato/a     |
| 2003 | Paeksang Arts Award    | Miglior attrice                                  | Gyeolhon-eun michin jis-ida | Vincitore/trice |
| 2006 | Blue Dragon Film Award | Miglior attrice                                  | Horobicheureul wiha-yeo     | Candidato/a     |
| 2009 | Premio Daejong         | Miglior attrice non protagonista                 | Tidal Wave                  | Candidato/a     |
| 2009 | KBS Drama Award        | Excellence Award, attrice in una miniserie       | Gyeolhon mothaneun namja    | Candidato/a     |
| 2012 | Paeksang Arts Award    | Miglior attrice                                  | Dancing Queen               | Vincitore/trice |
| 2012 | Blue Dragon Film Award | Miglior attrice                                  | Dancing Queen               | Candidato/a     |
| 2013 | Premio Daejong         | Miglior attrice                                  | Montage                     | Vincitore/trice |
| 2013 | Blue Dragon Film Award | Miglior attrice                                  | Montage                     | Candidato/a     |
| 2014 | Chunsa Film Art Awards | Miglior attrice                                  | Montage                     | Candidato/a     |
| 2015 | Grand Bell Awards      | Miglior attrice                                  | Miss Wife                   | Candidato/a     |
| 2017 | MBC Drama Awards       | Grand Prize (Daesang)                            | Dangshineun neomoohabmida   | Candidato/a     |
| 2017 | MBC Drama Awards       | Top Excellence Award, Actress in a Weekend Drama | Dangshineun neomoohabmida   | Candidato/a     |